# Beeston (stacja kolejowa)
Beeston (ang: Beeston railway station) – stacja kolejowa w miejscowości Beeston, w hrabstwie Nottinghamshire, w Anglii. Znajduje się na Midland Main Line, 5,1 km na południowy zachód od stacji Nottingham. Stacja jest zarządzana przez East Midlands Trains.

## Opis
Stacja Beeston jest na Midland Main Line, 198,4 km od Londynu, w kierunku Nottingham. Są dwie perony, perony 1 w kierunku północynm dla pociągów w kierunku Lincoln, Nottingham i peron 2 w kierunku południowym dla pociągów do Londynu, Birmingham i Leicester, Derby. Perony są dostępne poprzez kładkę od strony Station Road, lub za pośrednictwem krótkich podjazdów ze Station Road.

## Linie kolejowe
- Midland Main Line